# مسرى الربط السريع بين المكونات الطرفية
مسرى الربط السريع بين المكونات الطرفية (بالإنجليزية: Peripheral Component Interconnect Express)‏ وتسمى أيضا PCI Express أو PCIe وهو معيار جديد نسبيا لبطاقات توسيع الحاسوب، والذي صمم ليحل محل منفذ الملحقات الإضافية (PCI) ومنفذ الملحقات الإضافية الممدود (PCI-X) ومنفذ الرسوميات السريع (AGP). وتم تقديمه من قبل شركة إنتل عام 2004 وهو أجدد معيار تم تسويقه للاستخدامات العادية.
و تستخدم في المنتجات الاستهلاكية والخادم والمنتجات الصناعية. وإن الفرق الملحوظ بينها وبين منفذ الملحقات الإضافية هو التحويل من طريقة الاتصال متوازي الاتصال المسلسل. وهي تستخدم أشكالا متعددة مثل البطاقة السريعة (ExpressCard) المستخدمة في الحواسيب المحمولة

## نظرة عامّة
توجد عدة أنواع:
1. PCI-Express x1
2. PCI-Express x4
3. PCI-Express x8
4. PCI-Express x16

و من الممكن تركيب كرت من نوع PCI-Express x1 في أي مدخل من المداخل، ومن الممكن أيضاً تركب كرت من نوع PCI-Express x4 في المدخل من نوع PCI-Express x16، لكن كرت من نوع PCI-Express x16 لا يمكن تركيبه الا على نفس النوع من المدخل.

## وصلات خارجية
- الموقع الرسمي